# Edicions de la Marató
Aquest article conté un recull de totes les edicions de la Marató, programa solidari de Televisió de Catalunya, i les seves singularitats.

## Dècada dels 1990

### Marató contra la leucèmia (1992)
Per primer cop a Catalunya, TVC organitzava una telemarató per aconseguir recollir fons en una causa solidària. TV3 va cedir unes 6 hores de programació perquè l'esdeveniment pogués ser un èxit.
El principal objectiu d'aquella Marató va ser aconseguir suficients fons per tirar endavant el Registre de Donants de Medul·la Òssia (REDMO), va comptar amb la Fundació Internacional Josep Carreras per a la Lluita contra la Leucèmia com a entitat promotora.
El projecte REDMO serveix perquè els necessitats puguin trobar un donant de medul·la compatible amb ells.
Les 150 línies instal·lades van recollir quasi 23 mil donacions amb un valor de 204.676.000 pessetes (1.230.128 euros actuals), convertint-se així en una de les Maratons de referència d'àmbit europeu.
Aquesta Marató va anar acompanyada diferents activitats arreu de Catalunya, això es repetiria en les edicions següents de la gala solidària.

### Marató per la síndrome de Down (1993)
La segona edició de la Marató es va fer el 1993. Per primer cop la Marató durava 10 hores, respecte a les 6 de la primera versió.
Es va dedicar a la síndrome de Down, una alteració genètica produïda per la presència d'un cromosoma de més en el parell 21.
La Marató es va dividir en dos objectius clars: aconseguir diners per finançar la recerca biomèdica sobre aquesta síndrome i així minimitzar-ne els efectes i conscienciar la població.
Amb les 53.056 donacions que es van fer en 350 línies telefòniques i que van permetre tancar el marcador amb quasi 400 milions de pessetes (391.451.112, més de 2.350.000 euros actuals) es van poder finançar 10 projectes de recerca, tots ells a Catalunya.

### Marató contra el càncer (1994)

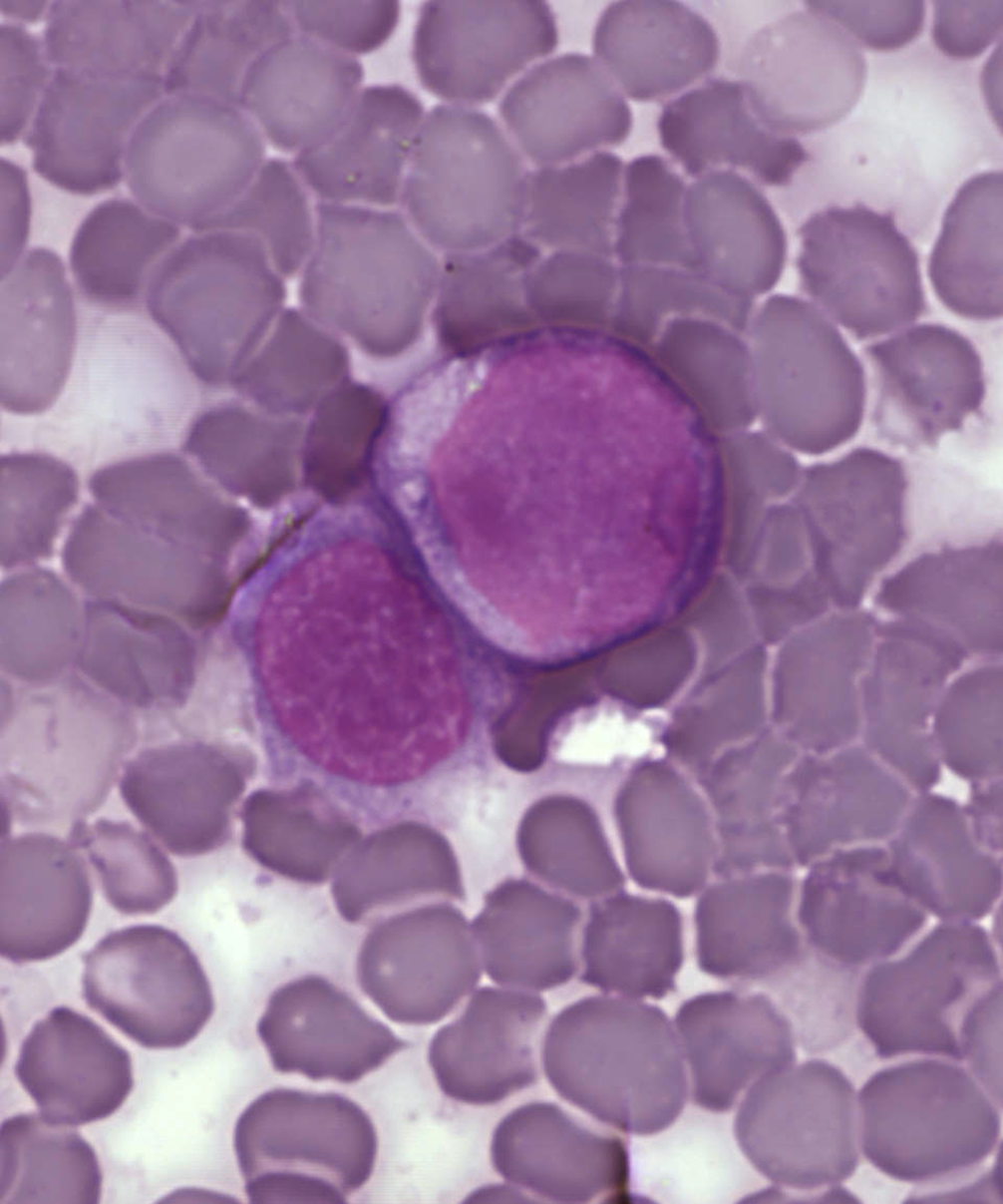
Cèl·lules canceroses

El càncer és de les poques malalties de les quals s'han fet dues maratons dedicades a elles. Tant aquesta del 1994 com la posterior del 2004 tenien com a tema principal la recerca contra el càncer.
El càncer afecta a prop d'un 25% de la població al llarg de la seva vida, i només es poden curar el 50% dels casos. És per això que la tercera edició de la Marató va lluitar per aconseguir fons per finançar diversos projectes per buscar solució a la malaltia. Tots els projectes escollits van ser catalans.
Va ser el primer any que la marató va durar més de mig dia (13 hores). Van ser 400 línies de telèfon les que van recollir prop de 63 mil donacions i van aconseguir 505.036.624 pessetes (3.035.331 euros actuals), superant així la xifra psicològica dels 500 milions.
Diferents professionals de la casa varen conduir les 13 hores de programa. Del tram final se'n varen encarregar Antoni Bassas i Àngels Barceló

### Marató contra les malalties cardiovasculars (1995)

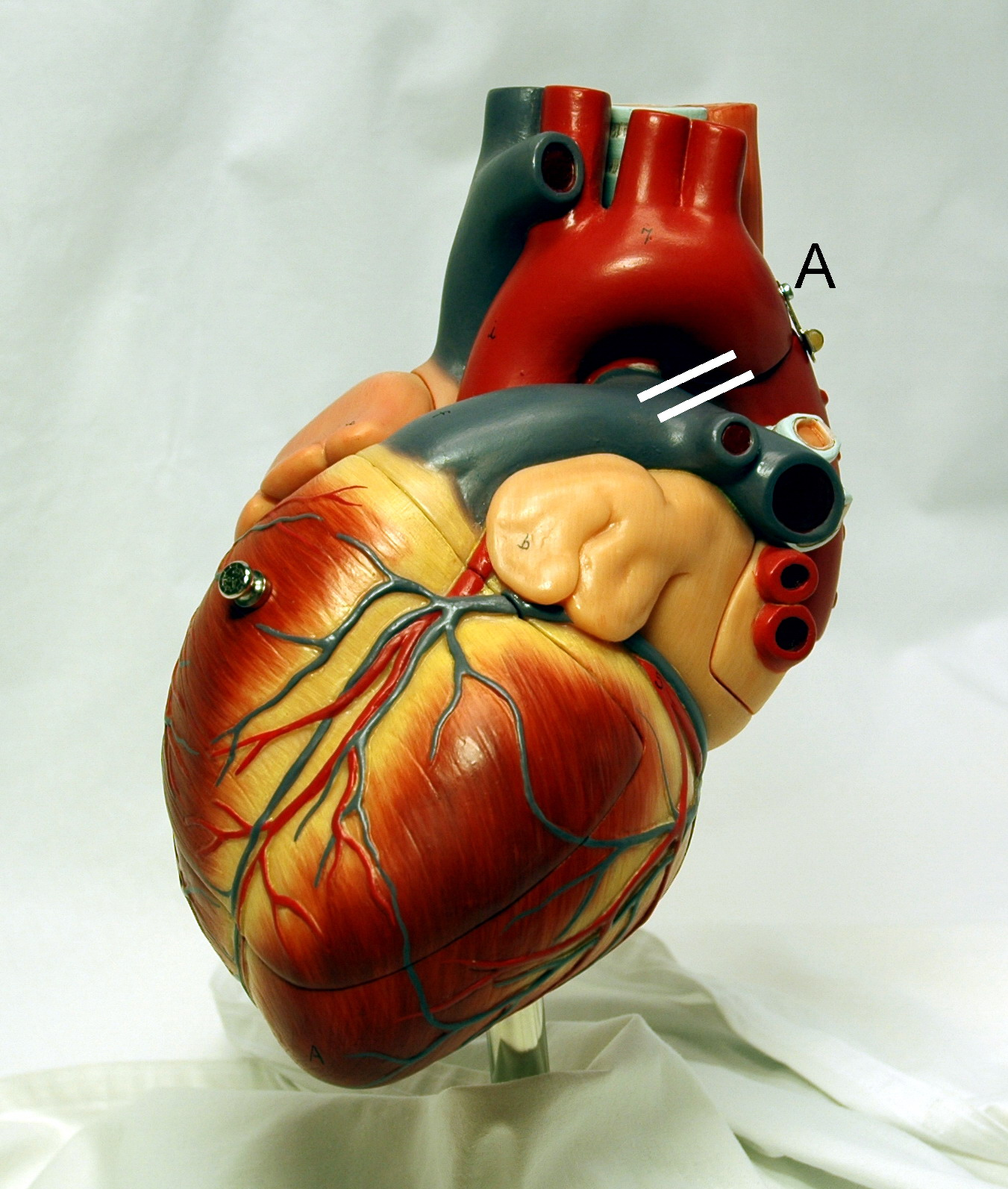
La Marató del 1995 va ser contra les malalties cardiovasculars, que afecten el cor.

El 1995 es va celebrar la quarta Marató. Es cercava trobar solució a diferents malalties cardiovasculars: la primera causa de mort dels països occidentals.
Es van mantenir les 13 hores de programa de l'any passat però tot i així els donatius van ser considerablement menors. I és que per primer cop una Marató rebia menys diners que l'anterior, la diferència era de gairebé 1 milió d'euros.
Les 550 línies telefòniques obertes van rebre 43.500 donacions que en total van sumar 339.507.156 pessetes (2.040.443 euros actuals). Tots aquests diners van servir per finançar una desena de projectes relacionats amb les malalties del cor.
Aquella marató havia tingut un cop més una doble funció de recaptar fons i de mentalitzar la gent dels problemes de les malalties cardiovasculars.
El darrer tram del programa (TN vespre-acabament), el varen conduir per segon any consecutiu els periodistes Àngels Barceló i Antoni Bassas.

### Marató contra les malalties del cervell (1996)
El 96, un any més, es va celebrar la gala solidària de la Marató. Les malalties d'aquella edició van ser l'Alzheimer, el Parkinson, l'esclerosi múltiple i l'esclerosi lateral amiotròfica (ELA).
Igual que el càncer s'ha repetit una marató per algunes d'aquestes malalties: la del 2005. I és que aquestes provoquen una gran dependència del malalt i són degeneratives.
Es van mantenir el mateix nombre de línies telefòniques que l'any 1995 però hi ha quasi el doble de donacions (90.765 respecte a les 43.500 de l'any anterior) i es va recaptar més del doble que l'any anterior: 683.479.579 pessetes (4.107.795 euros) respecte als 339.507.156 (2.040.443 euros) de l'anterior edició.
Amb això es van poder finançar fins a 37 projectes per lluitar contra les malalties mentals degeneratives.

### Marató contra les malalties genètiques hereditàries (1997)

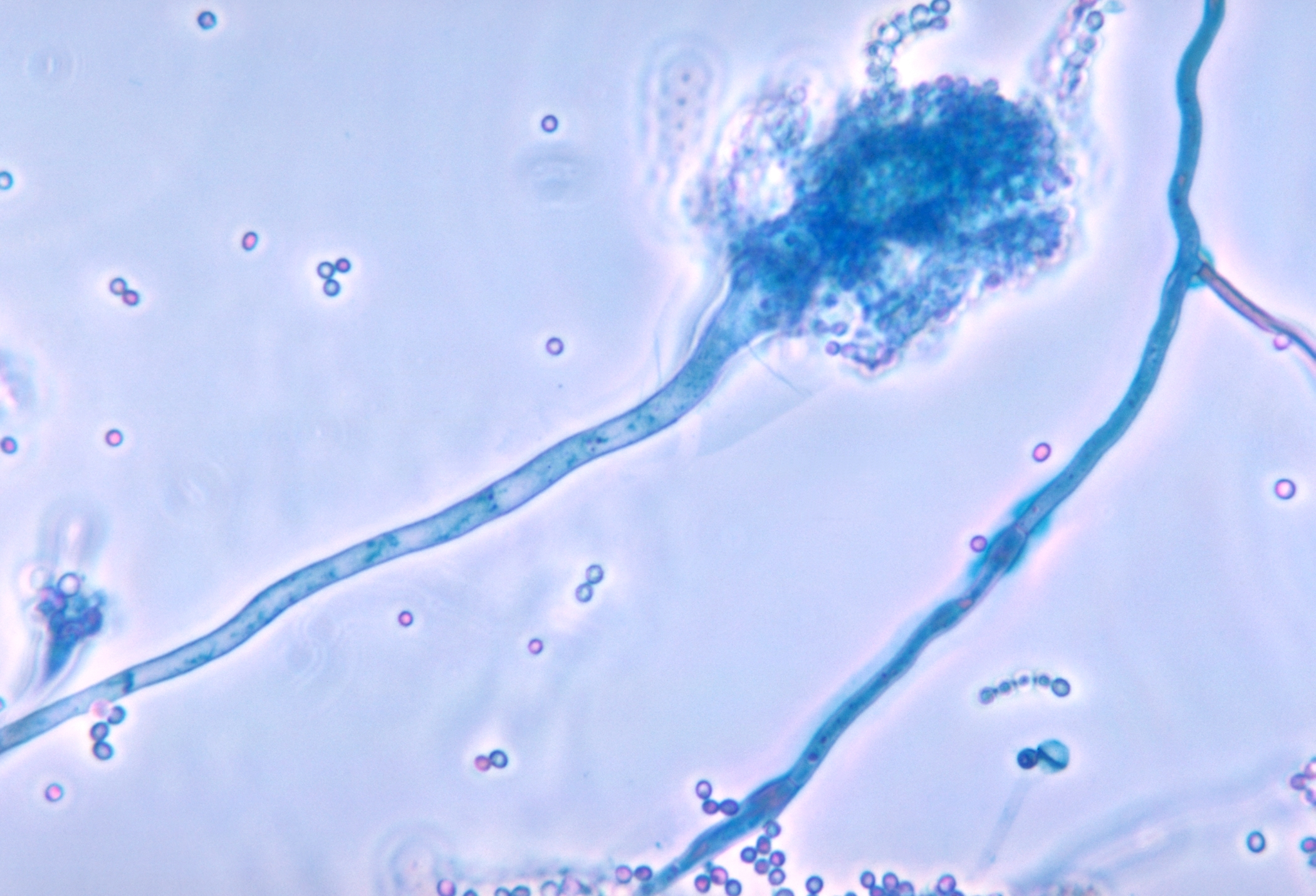
La fibrosi quística va ser una de les malalties hereditàries tractades a la Marató del 97.

La sisena edició de la Marató va ser la del 1997, centrada en les malalties hereditàries com la fibrosi quística i la distròfia muscular, ambdues són d'origen genètic i de transmissió hereditària: a Catalunya hi ha prop de 300 afectats, nens i joves que no acostumen a tenir una esperança de vida de més de 30 anys.
La Marató va durar unes 13 hores, es van recollir 694.177.367 pessetes (4.172.090 euros), una mica més que la Marató del 1996. Vingudes de 86.407 donacions (4.300 menys que l'any anterior) que es van fer per 550 línies telefòniques.

### Marató contra la diabetis (1998)

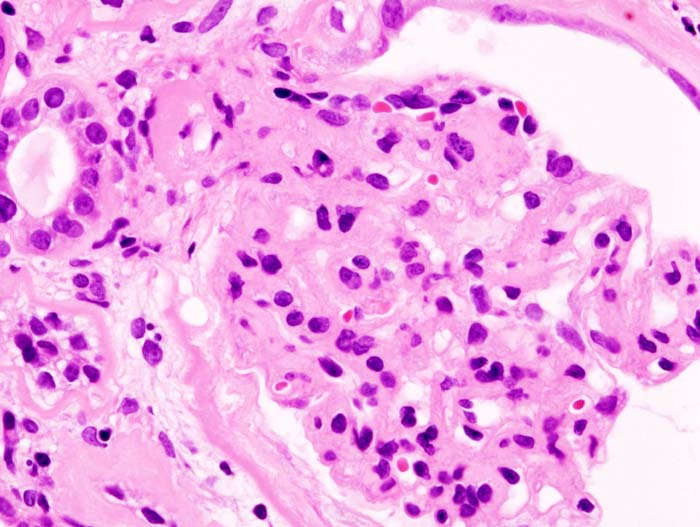
La diabetis va ser la malaltia a combatre a la Marató del 1998.

L'any 1998 la Marató va destinada a combatre i lluitar per aconseguir alguna solució a la diabetis, una malaltia crònica que provoca que l'organisme no pugui aprofitar el sucre necessari. Aquesta malaltia afecta prop d'un 5% de la població, és la responsable principal de ceguesa entre adults i la causant de més de la meitat d'amputaments a les extremitats inferiors.
S'ampliava després de quatre anys les hores d'emissió: de 13 a 14. Es va batre el fins llavors rècord de donacions, que tenia la Marató contra malalties mentals del 96 amb 90.765 donacions, i es van aconseguir 123.221 donatius. Tot i això es van recaptar menys diners que a l'anterior edició quan es van aconseguir 694 milions de pessetes; al 98 se'n van recaptar 656 i mig (3.945.421 €). Tot això es va fer en més de 700 línies telefòniques instal·lades arreu del país.

### Marató pels trasplantaments d'òrgans (1999)
La Marató del 1999 per millorar els trasplantaments d'òrgans va batre el rècord de recaptació que hi havia fins llavors.
Els trasplantaments d'òrgans permeten fer sobreviure a pacients que no ho haguessin fet amb els seus òrgans originals. Aquest tractament medicoquirúrgic ha anat evolucionant molt al llarg del temps i actualment es poden trasplantar molts òrgans diferents com el fetge, el cor, els ronyons, els pulmons, entre d'altres.
La vuitena edició de la Marató va conservar les 14 hores d'emissió de l'edició anterior. Tampoc no va variar el nombre de línies telefòniques, que se seguia situant per sobre les 700.
Tot i rebre unes 35.000 donacions menys que en l'edició del 98, es van aconseguir prop de 700.000 euros més (4.685.110 € respecte als 3.945.421 € del 98). I per primer cop es va superar la barrera psicològica dels 700 milions de pessetes (3.945.421 €).

## Dècada dels 2000

### Marató contra les malalties mentals (2000)

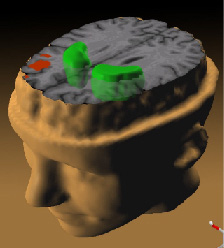
Esquema gràfic de com afecta l'esquizofrènia al cervell.

La vuitena edició de la Marató, la de l'any 2000, va destinar 14 hores d'emissió de TV3 del 17 de desembre a aconseguir fons per la recerca envers la solució a l'esquizofrènia i altres malalties mentals; a més d'intentar conscienciar a la població dels problemes d'aquest tipus de malaltia, que afecten unes 180.000 persones arreu de Catalunya.
En aquella edició tant el nombre de donacions (78.808) com el nombre d'euros recaptats (4.511.808 €) va disminuir respecte a l'edició anterior. Tot i això, les 750.701.686 pessetes (4.511.808 euros actuals) aconseguides a través de 707 línies telefòniques al final de la nit van ser una molt bona xifra.
A més la Marató també va complir l'objectiu d'avançar en la integració social dels malalts mentals i les seves famílies.

### Marató contra la sida (2001)
El 16 de desembre del 2001 la Marató va complir els 10 anys.
L'horari de programació es va ampliar en dues hores assolint les 16. Pel plató de la Marató van passar prop de cinquanta testimonis de la malaltia, que volien explicar el seu cas per conscienciar els teleespectadors i recaptar fons per a la investigació; els dos vessants principals de la Marató.
Es va batre rècord de donatius arribant als 4.653.496 euros (uns 141.000 més que en l'edició anterior), i de donacions: 124.329 (unes mil més que a l'edició contra la diabetis). El nombre de línies utilitzades es va mantenir en 707.

### Marató contra les malalties inflamatòries (2002)
L'onzena edició de la Marató va lluitar per recaptar fons per combatre les malalties inflamatòries cròniques com l'artritis reumatoide, la malaltia de Crohn i la colitis ulcerosa. i conscienciar la població d'aquestes malalties.
Es van mantenir les 707 línies telefòniques. La recaptació va disminuir lleugerament respecte a l'edició de l'any anterior contra la sida, però el nombre de donacions va ser quasi de la meitat.
Durant les catorze hores d'emissió a través del primer canal de Televisió de Catalunya van passar desenes de testimonis de la malaltia comptant pacients, familiars, metges...
S'havia retornat al sistema de catorze hores de durada.

### Marató contra les malalties respiratòries cròniques (2003)

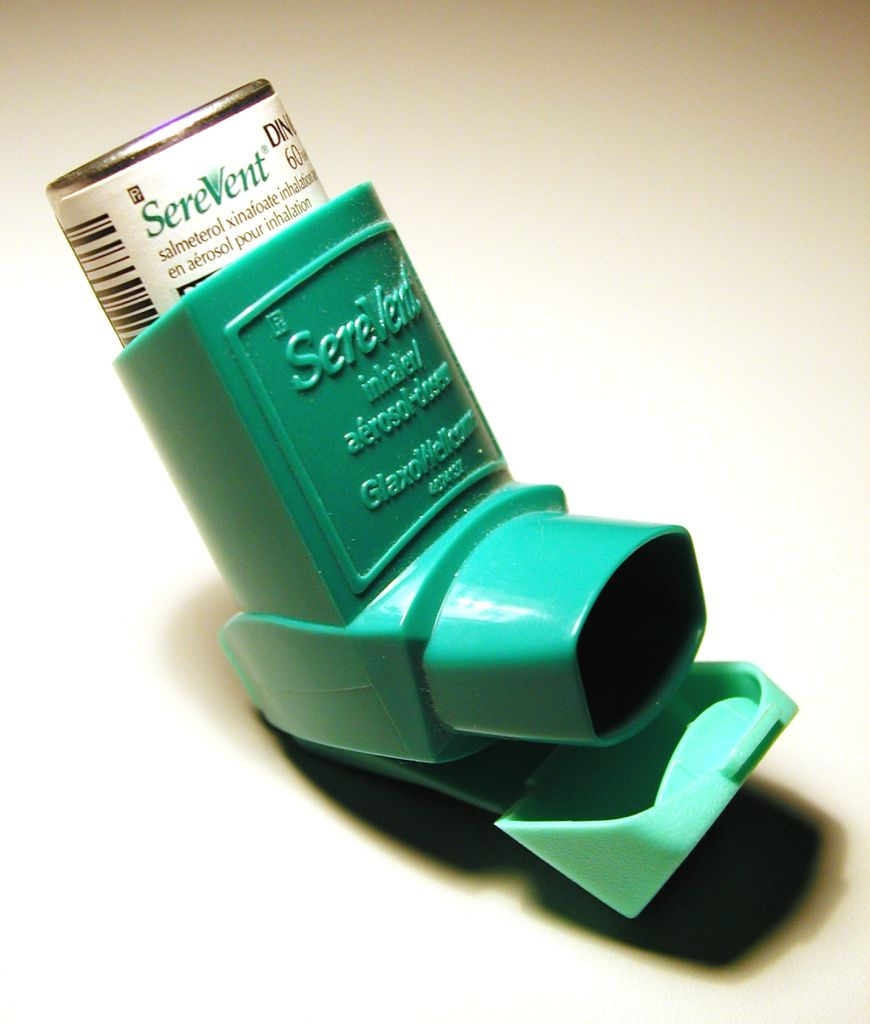
Inhalador per afectats per l'asma.

L'edició del 2003 de la Marató, la número 12, va intentar combatre les malalties respiratòries cròniques com l'asma bronquial i la malaltia pulmonar obstructiva crònica (MPOC) a través de les donacions de milers de ciutadans.
Es van fer prop de 50 activitats solidàries arreu del país. Per primer cop al territori es varen sumar Andorra, les Illes Balears i Perpinyà.
Per quart any consecutiu es van disposar 707 línies telefòniques, que van filtrar, durant tot el dia les més de 70 mil donacions que va fer gent de tot el país. La recaptació va superar els quatre milions d'euros. Un cop més va durar 14 hores.

### Marató contra el càncer (2004)

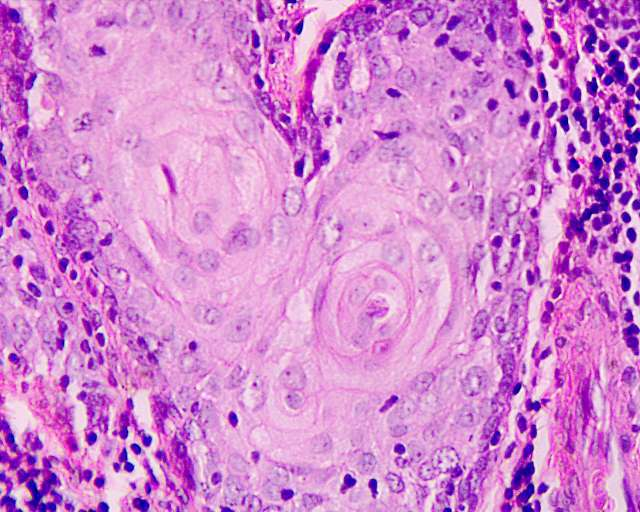
Carcinoma de laringe.

L'edició del 2004 de la Marató va ser un èxit, va superar totes les previsions i es van recaptar més de vuit milions set-cents mil euros, que van provenir de quasi 436.000 donacions.
Per primer cop, un únic presentador va estar a la pantalla durant les 14 hores de duració que va tenir. Per primer cop després de quatre anys, es va ampliar el nombre de línies telefòniques fins a 728.
Les donacions van arribar a 8.712.000 d'euros, rècord de la Marató fins a l'edició del 2010, molt superior a totes les previsions. Aquests diners van servir per a finançar diversos projectes per curar el càncer, una de les malalties més mortíferes als estats europeus. Com sempre la Marató també va servir per conscienciar la població dels riscos d'aquesta malaltia. Es van organitzar 519 activitats arreu de Catalunya.
Durant les 14 hores de programa van passar pel plató testimonis que van explicar detalls de la malaltia. Com sempre, es van fer activitats solidàries arreu de Catalunya.

### Marató contra diferents malalties mentals (2005)
L'edició del 2005 va anar destinada a erradicar o pal·liar els efectes de l'alzheimer el Parkinson, esclerosi múltiple, ictus i els accidents cerebrals vasculars.
El programa va durar una hora menys que a les anteriors versions, i va ser presentat durant tota l'emissió per Helena Garcia Melero.
El nombre de línies telefòniques es va ampliar molt, assolint les 854, per evitar l'allau de donacions de l'any passat. Tot i que no es van assolir els 8 milions 700 mil euros de l'any anterior, es va aconseguir recaptar més de 7 milions 100.000 euros. Aquesta davallada es va veure propiciada per una disminució important de les donacions que van disminuir en quasi 300 mil. Es van organitzar 624 activitats arreu de Catalunya.
Tots aquests diners van servir per a finançar diferents projectes per a poder combatre aquestes malalties que suposen la tercera causa de mortalitat a Catalunya i representen la primera causa de dependència.

### Marató contra el dolor crònic (2006)

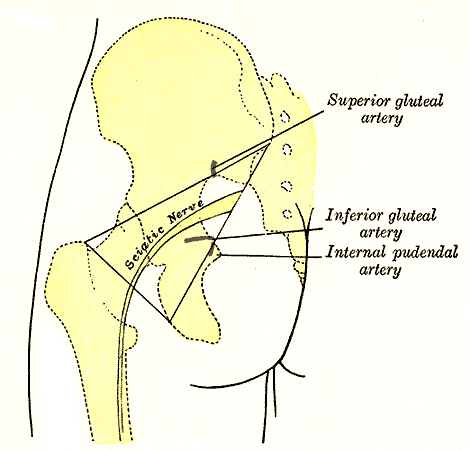
La ciàtica és una de les patologies més corrents de dolor.

La quinzena edició de la Marató va anar destinada a combatre el dolor crònic mitjançant els donatius i la consciensació de la població.
Durant 15 hores (la segona Marató en durada) Antoni Bassas va presentar la Marató que va arribar a recaptar 6.485.338 a través de quasi 176 mil donacions. El nombre de línies telefòniques disponibles es va reduir significativament i va quedar en 717. Es van organitzar 738 activitats arreu de Catalunya.
Per primer cop l'espot de la Marató va deixar de tenir un sentit d'explicar la malaltia per a ser un incentiu de la solidaritat de la gent. En ell apareixien dos micos, un que s'equivocava en una prova i l'altra encertava. El que havia encertat rebia un premi i el compartia amb el que s'havia equivocat.

### Marató contra les malalties cardiovasculars (2007)

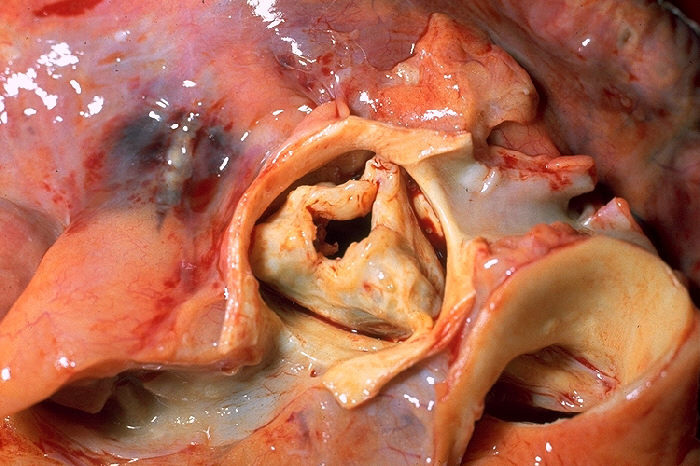
Cor.

El 16 de desembre del 2007 va tenir lloc la setzena edició de la Marató. Aquesta edició estava basada contra les malalties cardiovasculars.
Els Lax'n'Busto van participar en el CD de La Marató amb el tema "Viu la vida amb mi", versió en català de la cançó "Welcome to my life", de Simple Plan. Se'n van editar 170.000 còpies.
L'espot de la Marató d'aquest any mostrava imatges de la pel·lícula La finestra indiscreta d'Alfred Hitchcock per acabar amb el lema Hi ha trucades que poden salvar una vida.. Aquest mateix eslògan era el que s'utilitzava a les falques de ràdio.
El presentador va ser Miquel Calçada i va durar més de dotze hores, dues menys que l'anterior edició. Al final de La Marató s'havien recaptat menys diners que l'any passat, però amb els donatius fets a posteriori la xifra va acabar d'augmentar situant aquesta edició com la segona amb més recaptació de la història de La Marató: Es van aconseguir més de set milions set-cents mil euros, d'un total de 180.000 donacions fetes a 900 línies. Es van organitzar 916 activitats arreu de Catalunya.

### Marató contra les malalties mentals greus (2008)

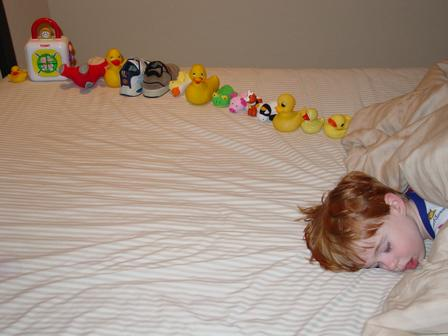
L'autisme és una malaltia mental greu. Fins i tot, el fet d'alinear objectes pot ésser un símptoma d'autisme.

El 14 de desembre del 2008 tingué lloc la dissetena edició de la Marató. Aquesta edició fou centrada a combatre les malalties mentals greus, així com un afany d'evitar l'aïllament social que comporta per a les persones que sofreixen aquest tipus de malalties. Es van organitzar 1.064 activitats arreu de Catalunya.

### Marató contra les malalties minoritàries (2009)
La Marató del 2009 va dur a terme una potent i necessària acció de sensibilització i divulgació sobre un grup de patologies poc conegudes i visibles, i sovint oblidades: les malalties minoritàries. Els fons obtinguts en aquella edició del programa permeteren una important injecció de recursos econòmics a la recerca biomèdica. Es van organitzar 1.142 activitats arreu de Catalunya.

## Dècada dels 2010

### Marató contra les lesions medul·lars i cerebrals adquirides (2010)
La Marató de 2010 es dedicà a la lluita contra les lesions medul·lars i cerebrals adquirides i la presentà Albert Om. Va tenir una audiència mitjana de 438.000 espectadors i d'un 21,2% de quota de pantalla. Aproximadament el 47% dels catalans, que equival a 3.262.000 de persones, van veure la Marató en algun moment del transcurs de les més de quinze hores de programa. Es van organitzar 1.359 activitats arreu de Catalunya.

### Marató a favor dels trasplantaments (2011)
El lema fou Quan acaba una vida en comencen 6. Es van organitzar 1.822 activitats arreu de Catalunya.

### Marató contra el càncer (2012)
El lema fou La mort hauria de ser el final de la vida. El càncer, no. Es van organitzar 2.231 activitats arreu de Catalunya.

### Marató contra les malalties neurodegeneratives (2013)
El lema fou La solidaritat no degenera.

### Marató contra les malalties del cor (2014)
La Marató contra les malalties del cor va ser el 14 de desembre de 2014 i va ser presentada per Mònica Terribas i Quim Masferrer.

### Marató contra la diabetis i l'obesitat (2015)
La Marató contra la diabetis i l'obesitat va ser la 24a edició de la Marató, i va tenir lloc el 13 de desembre de 2015.

### Marató contra l'ictus i lesions medul·lars i cerebrals traumàtiques (2016)
La Marató contra l'ictus i lesions medul·lars i cerebrals traumàtiques va ser la 25a edició de la Marató, i va tenir lloc el 18 de desembre de 2016.

### Marató contra les malalties infeccioses greus (2017)
La Marató contra les malalties infeccioses greus, com l'hepatitis, la sida, la meningitis, la bronquitis o la tuberculosi, va ser la 26a edició de La Marató, i va tenir lloc el 17 de desembre del 2017.

### Marató contra el càncer (2018)
La Marató contra el càncer va ser la 27ena edició de La Marató, i va tenir lloc el 16 de desembre de 2018.

### Marató contra les malalties minoritàries (2019)
La Marató contra les malalties minoritàries va ser la 28ena edició de La Marató, i va tenir lloc el 15 de desembre de 2019.

## Dècada dels 2020

### Marató contra la Covid 19 (2020)
La Marató contra la Covid 19 va ser la 29ena edició de La Marató, i va tenir lloc el 20 de desembre de 2020.

### Marató per la salut mental (2021)
La Marató per la salut mental va ser la 30ena edició de La Marató, i va tenir lloc el 19 de desembre de 2021.

### Marató per la salut cardiovascular (2022)
La Marató per la salut cardiovascular va ser la 31ena edició de La Marató, i va tenir lloc el 18 de desembre de 2022.

### Marató per la salut sexual i reproductiva (2023)
La Marató per la salut salut sexual i reproductiva va ser la 32ena edició de La Marató, i va tenir lloc lloc el 17 de desembre de 2023.

### Marató contra les malalties respiratòries (2024)

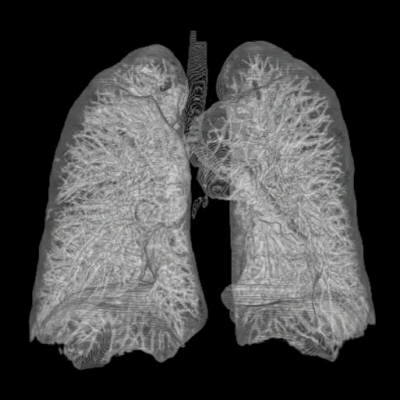
Imatge dels pulmons obtinguda amb una tomografia axial computeritzada (TAC)

La Marató contra les malalties respiratòries va ser la 33ena edició de La Marató, i té lloc lloc el 15 de desembre de 2024.
La classificació internacional de malalties (CIE-10) assenyala oficialment unes 350 malalties respiratòries, 71 de les quals són molt freqüents, com ara la malaltia pulmonar obstructiva crònica (MPOC), l'asma i les al·lèrgies respiratòries, els trastorns respiratoris del son i les infeccions respiratòries. No tan prevalents però de gran impacte per la seva gravetat, són la fibrosi pulmonar, el càncer de pulmó i la tuberculosi. A Catalunya, a més de les malalties cròniques de l'aparell respiratori més freqüents (MPOC, asma i apnees del son), que limiten greument les activitats de la vida diària, hi ha un altre grup d'aquestes patologies, com ara les malalties intersticials pulmonars, la hipertensió arterial pulmonar, les bronquièctasis, la fibrosi quística i el dèficit d'alfa-1-antitripsina, que afecten més de 200.000 persones -individus joves i de mitjana edat- i en redueixen molt l'esperança de vida.
Aquesta serà la segona vegada (la primera va ser el 2003) que La Marató de 3Cat es dedica a les malalties respiratòries. El Patronat de la Fundació va aprovar aquesta temàtica a proposta de la Comissió Assessora Científica a partir de les sol·licituds rebudes en l'última convocatòria de propostes de malalties, celebrada el 2022.